# Luis Puenzo
Luis Adalberto Puenzo (ur. 19 lutego 1946 w Buenos Aires) – argentyński reżyser, scenarzysta i producent filmowy, tworzący także w Stanach Zjednoczonych.
Swój największy sukces osiągnął filmem Wersja oficjalna (1985), który nagrodzono Oscarem dla najlepszego filmu nieanglojęzycznego. W 1989 zrealizował amerykańsko-meksykański western Stary gringo z udziałem hollywoodzkich gwiazd Gregory'ego Pecka i Jane Fondy. W 1992 wyreżyserował ekranizację powieści Alberta Camusa Dżuma pod tym samym tytułem, w której zagrali: Raul Julia, Robert Duvall i William Hurt.
Ojciec reżyserki Lucíi Puenzo.